# Calciatore sudamericano dell'anno 1982
Il premio di calciatore sudamericano dell'anno per il 1982 fu assegnato a Zico, calciatore brasiliano del Flamengo.

## Classifica
| Pos. | Calciatore             | Naz.      | Club              | Punti |
| ---- | ---------------------- | --------- | ----------------- | ----- |
| 1.   | Zico                   | Brasile   | Flamengo          | 78    |
| 2.   | Paulo Roberto Falcão   | Brasile   | Roma              | 46    |
| 3.   | Diego Armando Maradona | Argentina | Barcellona        | 31    |
| 4.   | Fernando Morena        | Uruguay   | Peñarol           | 20    |
| 5.   | Júnior                 | Brasile   | Flamengo          | 18    |
| 6.   | Sócrates               | Brasile   | Corinthians       | 16    |
| 7.   | Daniel Passarella      | Argentina | Fiorentina        | 8     |
| 7.   | Hugo Sánchez           | Messico   | Atlético Madrid   | 8     |
| 9.   | Julio César Arzú       | Honduras  | Racing Santander  | 5     |
| 9.   | Alberto Tarantini      | Argentina | River Plate       | 5     |
| 9.   | Julio César Uribe      | Perù      | Cagliari          | 5     |
| 12.  | Jair Gaúcho            | Brasile   | Peñarol           | 4     |
| 12.  | Juan Carlos Letelier   | Cile      | Cobreloa          | 4     |
| 12.  | Ricardo Gareca         | Argentina | Boca Juniors      | 4     |
| 15.  | Venancio Ramos         | Uruguay   | Peñarol           | 3     |
| 15.  | Gustavo Fernández      | Uruguay   | Peñarol           | 3     |
| 15.  | César Cueto            | Perù      | Atlético Nacional | 3     |
| 15.  | Hugo Tabilo            | Cile      | Cobreloa          | 3     |
| 19.  | Eduardo Gómez          | Cile      | Cobreloa          | 2     |
| 19.  | Romerito               | Paraguay  | N.Y. Cosmos       | 2     |
| 21.  | Ever Almeida           | Uruguay   | Olimpia           | 1     |
| 21.  | Ramón Díaz             | Argentina | Napoli            | 1     |
| 21.  | Rodolfo Rodríguez      | Uruguay   | Nacional          | 1     |
| 21.  | Gilberto Yearwood      | Honduras  | Real Valladolid   | 1     |
| 21.  | Patricio Yáñez         | Cile      | Real Valladolid   | 1     |
| 21.  | Jorge da Silva         | Uruguay   | Defensor Sporting | 1     |